# رقة سمرة (الرقة)
رقة سمرة قرية سورية تتبع ناحية مركز الرقة في منطقة مركز الرقة في محافظة الرقة. بلغ عدد سكانها 4077 نسمة في عام 2004 حسب إحصاء المكتب المركزي للإحصاء.